# 静安新城
静安新城是中華人民共和國上海市閔行區漕宝路西段的一個居住區，占地930亩，规划总建筑面积100万平方米，住宅面积85万平方米。
静安新城是静安区人民政府於1990年代後期为安置該区动迁居民而投资建设的居民區。静安区人民政府為此特地於1995年3月31日成立静安新城城建開發公司和靜安新城置業有限公司。静安新城首期於1995年7月31日開工，首期工程於1997年1月31日建成。此後首批居民陸續入住。2001年又建成其他期次的建設。